# Liwā' al Wasaţīyah
Liwā' al Wasaţīyah (arabiska: لواء الوسطية) är ett departement i Jordanien.   Det ligger i guvernementet Irbid, i den norra delen av landet, 70 km norr om huvudstaden Amman.